# Laguerre-Polynome
Laguerre-Polynome (benannt nach Edmond Laguerre) sind spezielle Polynome, die auf dem Intervall {\displaystyle [0,\infty ]} ein orthogonales Funktionensystem bilden. Sie sind die Lösungen der laguerreschen Differentialgleichung. Eine wichtige Rolle spielen die Laguerre-Polynome in der theoretischen Physik, insbesondere in der Quantenmechanik.

## Differentialgleichung und Polynome

### Laguerresche Differentialgleichung
Die laguerresche Differentialgleichung
{\displaystyle x\,y''(x)+(1-x)\,y'(x)+n\,y(x)=0},
ist eine gewöhnliche lineare Differentialgleichung zweiter Ordnung für {\displaystyle x>0} und {\displaystyle n=0,1,2,\ldots }
Sie ist ein Spezialfall der Sturm-Liouville-Differentialgleichung
{\displaystyle -\mathrm {e} ^{x}{\frac {\mathrm {d} }{\mathrm {d} x}}\left(x{\mathrm {e} }^{-x}{\frac {\mathrm {d} y}{\mathrm {d} x}}\right)=ny}

### Erste Polynome

Die ersten fünf Laguerre-Polynome

Die ersten fünf Laguerre-Polynome lauten
{\displaystyle {\begin{aligned}L_{0}(x)&=1\\L_{1}(x)&=-x+1\\L_{2}(x)&={\tfrac {1}{2}}(x^{2}-4x+2)\\L_{3}(x)&={\tfrac {1}{6}}(-x^{3}+9x^{2}-18x+6)\\L_{4}(x)&={\tfrac {1}{24}}(x^{4}-16x^{3}+72x^{2}-96x+24)\end{aligned}}}
In der Physik wird üblicherweise eine Definition verwendet, nach der die Laguerre-Polynome um einen Faktor {\displaystyle n!} größer sind.

## Eigenschaften

### Rekursionsformeln
Das Laguerre-Polynom {\displaystyle L_{n+1}(x)} lässt sich mit den ersten beiden Polynomen
{\displaystyle L_{0}(x)=1}
{\displaystyle L_{1}(x)=1-x}
über die folgende Rekursionsformel berechnen
{\displaystyle (n+1)L_{n+1}(x)=(2n+1-x)L_{n}(x)-nL_{n-1}(x).}
Ist {\displaystyle L_{n}(x)=\sum _{i=0}^{n}a_{n,i}x^{i}=a_{n,n}x^{n}+\cdots +a_{n,1}x+a_{n,0}} die Darstellung des Laguerre-Polynoms, dann gilt für die Koeffizienten:
{\displaystyle na_{n,i}=(2n-1)a_{n-1,i}(x)-a_{n-1,i-1}(x)-(n-1)a_{n-2,i}}
Des Weiteren gelten folgende Rekursionsformeln:
{\displaystyle L_{n}'(x)=L_{n-1}'(x)-L_{n-1}(x)},
{\displaystyle (x-n-1)L_{n}'(x)=-(n+1)L_{n+1}'(x)-(2n+2-x)L_{n}(x)+(n+1)L_{n+1}(x)},
{\displaystyle xL_{n}'(x)=nL_{n}(x)-nL_{n-1}(x)}.
Eine explizite Formel für die Laguerre-Polynome lautet
{\displaystyle L_{n}(x)=\sum _{k=0}^{n}{\binom {n}{k}}{\frac {(-1)^{k}}{k!}}x^{k}}.
Beispiel
Es wird das Polynom {\displaystyle L_{3}(x)} für {\displaystyle n=2} berechnet. Also
{\displaystyle L_{3}(x)={\tfrac {1}{3}}{\big (}(4+1-x)L_{2}(x)-2L_{1}(x){\big )}}.
Um dieses Polynom zu erhalten, ist es notwendig, das Polynom {\displaystyle L_{2}(x)} für {\displaystyle n=1} zu bestimmen. Es ergibt sich
{\displaystyle L_{2}(x)={\tfrac {1}{2}}{\big (}(2+1-x)L_{1}(x)-1L_{0}(x){\big )}={\tfrac {1}{2}}{\big (}(3-x)(1-x)-1{\big )}={\tfrac {1}{2}}(3-4x+x^{2}-1)={\tfrac {1}{2}}{\big (}2-4x+x^{2}{\big )}}
Somit lautet das Polynom {\displaystyle L_{3}(x)}
{\displaystyle {\begin{aligned}L_{3}(x)&={\tfrac {1}{3}}{\big (}(4+1-x){\tfrac {1}{2}}(2-4x+x^{2})-2(1-x){\big )}={\tfrac {1}{6}}{\big (}(5-x)(2-4x+x^{2})-4+4x{\big )}\\&={\tfrac {1}{6}}(10-20x+5x^{2}-2x+4x^{2}-x^{3}-4+4x)={\tfrac {1}{6}}(6-18x+9x^{2}-x^{3}).\end{aligned}}}

### Rodrigues-Formel
Das {\displaystyle n}-te Laguerre-Polynom lässt sich mit der Rodrigues-Formel wie folgt darstellen
{\displaystyle L_{n}(x)={\frac {\mathrm {e} ^{x}}{n!}}{\frac {\mathrm {d} ^{n}}{\mathrm {d} x^{n}}}{\bigg (}x^{n}\mathrm {e} ^{-x}{\bigg )}}
und
{\displaystyle L_{n}(x)={\frac {1}{n!}}{\bigg (}{\frac {\mathrm {d} }{\mathrm {d} x}}-1{\bigg )}^{n}x^{n}.}
Aus der ersten Gleichung berechnet sich das Laguerre-Polynom mit der Produktregel für höhere Ableitungen und den Identitäten {\displaystyle \textstyle {\frac {\mathrm {d} ^{n}}{\mathrm {d} x^{n}}}{\big (}\mathrm {e} ^{-x}x^{n}{\big )}={\big (}\mathrm {e} ^{-x}x^{n}{\big )}^{(n)}}, {\displaystyle \left(\mathrm {e} ^{-x}\right)^{(k)}=(-1)^{k}\mathrm {e} ^{-x}} sowie {\displaystyle {\big (}x^{n}{\big )}^{(n-k)}={\tfrac {n!}{k!}}x^{k}} gemäß
{\displaystyle {\begin{aligned}L_{n}(x)&={\frac {\mathrm {e} ^{x}}{n!}}{\frac {\mathrm {d} ^{n}}{\mathrm {d} x^{n}}}{\bigg (}\mathrm {e} ^{-x}x^{n}{\bigg )}={\frac {\mathrm {e} ^{x}}{n!}}{\bigg (}\mathrm {e} ^{-x}x^{n}{\bigg )}^{(n)}={\frac {\mathrm {e} ^{x}}{n!}}\sum _{k=0}^{n}{\binom {n}{k}}{\big (}\mathrm {e} ^{-x}{\big )}^{(k)}{\big (}x^{n}{\big )}^{(n-k)}\\\\&={\frac {\mathrm {e} ^{x}}{n!}}\sum _{k=0}^{n}{\binom {n}{k}}(-1)^{k}\mathrm {e} ^{-x}{\frac {n!}{k!}}x^{k}=\sum _{k=0}^{n}{\binom {n}{k}}{\frac {(-1)^{k}}{k!}}x^{k}.\end{aligned}}}
Aus der zweiten Gleichung ergibt sich das Laguerre-Polynom mit dem binomischen Lehrsatz und der Identität {\displaystyle {\big (}{\tfrac {\mathrm {d} }{\mathrm {d} x}}{\big )}^{(n-k)}x^{n}={\big (}x^{n}{\big )}^{(n-k)}={\tfrac {n!}{k!}}x^{k}} wie folgt
{\displaystyle {\begin{aligned}L_{n}(x)&={\frac {1}{n!}}{\bigg (}{\frac {\mathrm {d} }{\mathrm {d} x}}-1{\bigg )}^{n}x^{n}={\frac {1}{n!}}{\bigg (}-1+{\frac {\mathrm {d} }{\mathrm {d} x}}{\bigg )}^{n}x^{n}={\frac {1}{n!}}\sum _{k=0}^{n}{\binom {n}{k}}(-1)^{k}{\bigg (}{\frac {\mathrm {d} }{\mathrm {d} x}}{\bigg )}^{(n-k)}x^{n}\\\\&={\frac {1}{n!}}\sum _{k=0}^{n}{\binom {n}{k}}(-1)^{k}{\big (}x^{n}{\big )}^{(n-k)}={\frac {1}{n!}}\sum _{k=0}^{n}{\binom {n}{k}}(-1)^{k}{\frac {n!}{k!}}x^{k}=\sum _{k=0}^{n}{\binom {n}{k}}{\frac {(-1)^{k}}{k!}}x^{k}.\end{aligned}}}

### Orthogonale Polynome
Da die Laguerre-Polynome für {\displaystyle n\to \infty } und/oder {\displaystyle x\to \infty } divergent sind, bilden sie keinen Prähilbertraum und keinen Hilbertraum. Deshalb wird eine Gewichtsfunktion eingeführt, welche die Lösung der Differentialgleichung ungeändert lässt und welche dafür sorgt, dass die Laguerre-Polynome quadratintegrierbar werden. Unter diesen Voraussetzungen bilden die Eigenfunktionen {\displaystyle L_{n}} eine Orthonormalbasis im Hilbertraum {\displaystyle L^{2}([0,\infty ],w(x)\mathrm {d} x)} der quadratintegrierbaren Funktionen mit der Gewichtsfunktion {\displaystyle w(x)=\mathrm {e} ^{-x}}. Demzufolge gilt
{\displaystyle \langle L_{n},L_{m}\rangle =\int _{0}^{\infty }\mathrm {e} ^{-x}L_{n}(x)L_{m}(x)\mathrm {d} x=\delta _{nm}.}
Hierbei bedeutet {\displaystyle \delta _{nm}} das Kronecker-Delta.
Beweis
Teil 1: Zunächst wird gezeigt, dass die Laguerre-Polynome mit dem Gewicht {\displaystyle w(x)=\mathrm {e} ^{-x}} orthogonal sind, für {\displaystyle n\neq m} gilt demnach {\displaystyle \langle L_{n},L_{m}\rangle =\int _{0}^{\infty }\mathrm {e} ^{-x}L_{n}(x)L_{m}(x)\mathrm {d} x=0.}
Mit dem Sturm-Liouville-Operator {\displaystyle \textstyle {\mathcal {L}}=-\mathrm {e} ^{x}{\frac {\mathrm {d} }{\mathrm {d} x}}\left(x{\mathrm {e} }^{-x}{\frac {\mathrm {d} }{\mathrm {d} x}}\right)} ergeben sich für die Laguerre-Polynome {\displaystyle L_{n},L_{m}} folgende Ausgangsgleichungen:
(1) {\displaystyle \quad {\mathcal {L}}L_{n}=-\mathrm {e} ^{x}{\frac {\mathrm {d} }{\mathrm {d} x}}\left(x{\mathrm {e} }^{-x}{\frac {\mathrm {d} L_{n}}{\mathrm {d} x}}\right)=nL_{n}}
und
(2) {\displaystyle \quad {\mathcal {L}}L_{m}=-\mathrm {e} ^{x}{\frac {\mathrm {d} }{\mathrm {d} x}}\left(x{\mathrm {e} }^{-x}{\frac {\mathrm {d} L_{m}}{\mathrm {d} x}}\right)=mL_{m}}.
Wird Gleichung (1) von links mit {\displaystyle L_{m}} multipliziert und von Gleichung (2), welche ebenfalls von links mit {\displaystyle L_{n}} multipliziert wird, subtrahiert, so ergeben sich die beiden Gleichungen:
(3) {\displaystyle \quad L_{n}{\mathcal {L}}L_{m}-L_{m}{\mathcal {L}}L_{n}=-L_{n}\mathrm {e} ^{x}{\frac {\mathrm {d} }{\mathrm {d} x}}\left(x{\mathrm {e} }^{-x}{\frac {\mathrm {d} L_{m}}{\mathrm {d} x}}\right)+L_{m}\mathrm {e} ^{x}{\frac {\mathrm {d} }{\mathrm {d} x}}\left(x{\mathrm {e} }^{-x}{\frac {\mathrm {d} L_{n}}{\mathrm {d} x}}\right)}
und
(4) {\displaystyle \quad L_{n}{\mathcal {L}}L_{m}-L_{m}{\mathcal {L}}L_{n}=(m-n)L_{m}L_{n}}.
Zunächst wird Gleichung (3) zusammengefasst. Mit der Produktregel für Ableitungen, der Term {\displaystyle \textstyle -\mathrm {e} ^{x}} bleibt hierbei unberücksichtigt, ergeben sich folgende Darstellungen
{\displaystyle \textstyle L_{n}{\frac {\mathrm {d} }{\mathrm {d} x}}\left(x{\mathrm {e} }^{-x}{\frac {\mathrm {d} L_{m}}{\mathrm {d} x}}\right)={\frac {\mathrm {d} }{\mathrm {d} x}}\left(x{\mathrm {e} }^{-x}L_{n}{\frac {\mathrm {d} L_{m}}{\mathrm {d} x}}\right)-\left(x{\mathrm {e} }^{-x}{\frac {\mathrm {d} L_{m}}{\mathrm {d} x}}\right){\frac {\mathrm {d} L_{n}}{\mathrm {d} x}}}
und
{\displaystyle \textstyle L_{m}{\frac {\mathrm {d} }{\mathrm {d} x}}\left(x{\mathrm {e} }^{-x}{\frac {\mathrm {d} L_{n}}{\mathrm {d} x}}\right)={\frac {\mathrm {d} }{\mathrm {d} x}}\left(x{\mathrm {e} }^{-x}L_{m}{\frac {\mathrm {d} L_{n}}{\mathrm {d} x}}\right)-\left(x{\mathrm {e} }^{-x}{\frac {\mathrm {d} L_{n}}{\mathrm {d} x}}\right){\frac {\mathrm {d} L_{m}}{\mathrm {d} x}}}.
Auf diese Weise wird erkennbar, dass der zweite Term in beiden Ableitungen gleich ist und bei der Differenzenbildung verschwindet, also:
(5) {\displaystyle {\begin{aligned}\quad L_{n}{\mathcal {L}}L_{m}-L_{m}{\mathcal {L}}L_{n}&=-\mathrm {e} ^{x}{\frac {\mathrm {d} }{\mathrm {d} x}}\left(x{\mathrm {e} }^{-x}L_{n}{\frac {\mathrm {d} L_{m}}{\mathrm {d} x}}\right)+\mathrm {e} ^{x}{\frac {\mathrm {d} }{\mathrm {d} x}}\left(x{\mathrm {e} }^{-x}L_{m}{\frac {\mathrm {d} L_{n}}{\mathrm {d} x}}\right)\\\\&=-\mathrm {e} ^{x}{\frac {\mathrm {d} }{\mathrm {d} x}}{\bigg (}x{\mathrm {e} }^{-x}\left(L_{n}{\frac {\mathrm {d} L_{m}}{\mathrm {d} x}}-L_{m}{\frac {\mathrm {d} L_{n}}{\mathrm {d} x}}\right){\bigg )}\\\\&=-\mathrm {e} ^{x}{\frac {\mathrm {d} }{\mathrm {d} x}}{\bigg (}x{\mathrm {e} }^{-x}W(L_{n},L_{m}){\bigg )},\\\end{aligned}}}
wobei {\displaystyle W(L_{n},L_{m})=\left|{\begin{smallmatrix}L_{n}&L_{m}\\L_{n}'&L_{m}'\end{smallmatrix}}\right|} die Wronski-Determinante der Funktionen {\displaystyle L_{n},L_{m}} bedeutet.
Zur Berechnung der Wronski-Determinante mittels der Abelschen Identität wird die Differentialgleichung {\displaystyle \textstyle {\mathcal {L}}y=-\mathrm {e} ^{x}{\frac {\mathrm {d} }{\mathrm {d} x}}\left(x\mathrm {e} ^{-x}{\frac {\mathrm {d} }{\mathrm {d} x}}\right)y=-xy''-\mathrm {e} ^{x}{\big (}x\mathrm {e} ^{-x}{\big )}'y'=-xy''-{\big (}1-x{\big )}y'=0} oder {\displaystyle \textstyle y''+{\frac {1-x}{x}}y'=0} betrachtet, so dass eine hebbare Singularität bei {\displaystyle x=0} entsteht. Die Koeffizientenmatrix des Fundamentalsystems lautet dann {\displaystyle \left({\begin{smallmatrix}0&1\\0&-{\tfrac {1-x}{x}}\end{smallmatrix}}\right)} und deren Spur ist {\displaystyle \mathrm {Spur} {\Bigg (}\left({\begin{smallmatrix}0&1\\0&-{\tfrac {1-x}{x}}\end{smallmatrix}}\right){\Bigg )}=-{\frac {1-x}{x}}}. Somit lautet die Abelsche Identität:
{\displaystyle W(L_{n},L_{m})(x)=W(L_{n},L_{m})(0)\exp \left(\int _{0}^{x}{\bigg (}1-{\frac {1}{\xi }}{\bigg )}\mathrm {d} \xi \right)}.
Da {\displaystyle L_{n}} und {\displaystyle L_{m}} linear unabhängig sind, ist {\displaystyle W(L_{n},L_{m})(0)>0} – bei genauer Betrachtung ist {\displaystyle W(L_{n},L_{m})(0)=1} – und es ergibt sich folgendes Resultat:
{\displaystyle {\begin{aligned}W(L_{n},L_{m})(x)&=W(L_{n},L_{m})(0)\exp \left(\int _{0}^{x}{\bigg (}1-{\frac {1}{\xi }}{\bigg )}\mathrm {d} \xi \right)=W(L_{n},L_{m})(0)\exp {\Bigg (}{\bigg [}\xi -\ln \xi {\bigg ]}_{0}^{x}{\Bigg )}\\&=\lim _{\xi \to x}W(L_{n},L_{m})(0)\exp {\Big (}\xi -\ln \xi {\Big )}-\lim _{\xi \to 0}W(L_{n},L_{m})(0)\exp {\Big (}\xi -\ln \xi {\Big )}\\&=\lim _{\xi \to x}W(L_{n},L_{m})(0){\frac {\exp(\xi )}{\exp(\ln \xi )}}-\lim _{\xi \to 0}W(L_{n},L_{m})(0){\frac {\exp(\xi )}{\exp(\ln \xi )}}\\&=\lim _{\xi \to x}W(L_{n},L_{m})(0){\frac {\mathrm {e} ^{\xi }}{\xi }}+\lim _{\xi \to 0}W(L_{n},L_{m})(0){\frac {\mathrm {e} ^{\xi }}{\xi }}\\&=W(L_{n},L_{m})(0){\frac {\mathrm {e} ^{x}}{x}}+\lim _{\xi \to 0}W(L_{n},L_{m})(0){\frac {\mathrm {e} ^{\xi }}{\xi }}+C.\end{aligned}}}
Die Integrationskonstante wird {\displaystyle C=-\lim _{\xi \to 0}W(L_{n},L_{m})(0){\frac {\mathrm {e} ^{\xi }}{\xi }}} gewählt und Gleichung (5) wird mit {\displaystyle \mathrm {e} ^{-x}} multipliziert, so dass folgt:
{\displaystyle {\begin{aligned}\mathrm {e} ^{-x}{\big (}L_{n}{\mathcal {L}}L_{m}-L_{m}{\mathcal {L}}L_{n}{\big )}&=-{\frac {\mathrm {d} }{\mathrm {d} x}}{\bigg (}x{\mathrm {e} }^{-x}W(L_{n},L_{m})(0){\frac {\mathrm {e} ^{x}}{x}}{\bigg )}\\&=-{\frac {\mathrm {d} }{\mathrm {d} x}}{\bigg (}W(L_{n},L_{m})(0){\bigg )}\end{aligned}}}
Nach Umformen und Trennung der Variablen lautet die Gleichung nun:
{\displaystyle -\mathrm {e} ^{-x}{\big (}L_{n}{\mathcal {L}}L_{m}-L_{m}{\mathcal {L}}L_{n}{\big )}\mathrm {d} x=\mathrm {d} {\bigg (}W(L_{n},L_{m})(0){\bigg )}}
Auf beiden Seiten der Gleichung stehen nun eindimensionale Pfaffsche Formen und da {\displaystyle W(L_{n},L_{m})(0)} eine konstante Funktion ist, gilt {\displaystyle \mathrm {d} {\Big (}W(L_{n},L_{m})(0){\Big )}=0}. Für die Berechnung der verbleibenden Pfaffschen Form ist eine geeignete Parametrisierung {\displaystyle \varphi (t)=t,\varphi (t_{0})=0,\varphi (t_{1})=\infty ,{\dot {\varphi }}(t)=1} zu wählen. Das Integral lautet nun:
{\displaystyle \int _{\varphi }\omega =\int _{0}^{\infty }\omega _{\varphi (t)}({\dot {\varphi }}(t))\,\mathrm {d} t=\int _{0}^{\infty }w{\Big (}L_{n}{\mathcal {L}}L_{m}-L_{m}{\mathcal {L}}L_{n}{\Big )}\mathrm {d} t=0}.
Demnach verschwindet das Integral längs dem Intervall {\displaystyle [0,\infty ]}, so dass unter Verwendung von Gleichung (4)  gilt:
{\displaystyle 0=(m-n)\int _{0}^{\infty }\mathrm {e} ^{-x}L_{m}L_{n}\mathrm {d} t}
Diese Bedingung kann nur erfüllt werden, wenn:
{\displaystyle \langle L_{n},L_{m}\rangle =\langle L_{m},L_{n}\rangle =0}.

Teil 2: Im Folgenden wird gezeigt, dass die Laguerre-Polynome mit dem Gewicht {\displaystyle w(x)=\mathrm {e} ^{-x}} beschränkt sind, für {\displaystyle n=m} gilt demnach {\displaystyle \langle L_{n},L_{m}\rangle =\int \mathrm {e} ^{-x}L_{n}(x)L_{m}(x)\mathrm {d} x=1}, oder abkürzend {\displaystyle \langle L_{n},L_{n}\rangle =1}.
Für den Beweis wird einerseits die Reihendarstellung {\displaystyle L_{n}(x)=\sum _{k=0}^{n}{\frac {(-1)^{k}}{k!}}x^{k}} und anderseits die Rodrigues-Formel {\displaystyle L_{n}(x)={\frac {\mathrm {e} ^{x}}{n!}}{\frac {\mathrm {d} ^{n}}{\mathrm {d} x^{n}}}{\bigg (}\mathrm {e} ^{-x}x^{n}{\bigg )}} benutzt. Es gilt: 
{\displaystyle \langle L_{n},L_{n}\rangle =\int _{0}^{\infty }\mathrm {e} ^{-x}\sum _{k=0}^{n}{\frac {(-1)^{k}}{k!}}x^{k}{\frac {\mathrm {e} ^{x}}{n!}}{\frac {\mathrm {d} ^{n}}{\mathrm {d} x^{n}}}{\bigg (}\mathrm {e} ^{-x}x^{n}{\bigg )}\mathrm {d} x=\sum _{k=0}^{n}{\frac {(-1)^{k}}{k!}}\int _{0}^{\infty }x^{k}{\frac {1}{n!}}{\frac {\mathrm {d} ^{n}}{\mathrm {d} x^{n}}}{\bigg (}\mathrm {e} ^{-x}x^{n}{\bigg )}\mathrm {d} x}.
Für {\displaystyle n=0} mit {\displaystyle \textstyle {\frac {\mathrm {d} ^{n=0}}{\mathrm {d} x^{n=0}}}{\big (}\mathrm {e} ^{-x}x^{0}{\big )}=\mathrm {e} ^{-x}x^{0}} ergibt sich:
{\displaystyle \langle L_{n},L_{n}\rangle =\int _{0}^{\infty }x^{0}{\bigg (}\mathrm {e} ^{-x}x^{0}{\bigg )}\mathrm {d} x=\int _{0}^{\infty }\mathrm {e} ^{-x}\mathrm {d} x=-{\bigg [}\mathrm {e} ^{-x}{\bigg ]}_{0}^{\infty }=1}.
Wird nun für {\displaystyle n>0} das Laguerre-Polynom zerlegt, so folgt:
{\displaystyle \langle L_{n},L_{n}\rangle =\sum _{k=0}^{n-1}{\frac {(-1)^{k}}{k!}}\int _{0}^{\infty }x^{k}{\frac {1}{n!}}{\frac {\mathrm {d} ^{n}}{\mathrm {d} x^{n}}}{\bigg (}\mathrm {e} ^{-x}x^{n}{\bigg )}\mathrm {d} x+{\frac {(-1)^{n}}{n!}}\int _{0}^{\infty }x^{n}{\frac {1}{n!}}{\frac {\mathrm {d} ^{n}}{\mathrm {d} x^{n}}}{\bigg (}\mathrm {e} ^{-x}x^{n}{\bigg )}\mathrm {d} x.}
Durch diese Zerlegung wird der Grad des Polynoms in der Summe um 1 reduziert und in der Folge gilt {\displaystyle \langle L_{(n-1)},L_{n}\rangle =0}, wie in Teil 1 gezeigt. Es verbleibt somit lediglich der zweite Term, der mit partieller Integration berechnet wird, also:
{\displaystyle {\begin{aligned}\langle L_{n},L_{n}\rangle &={\frac {(-1)^{n}}{n!}}\int _{0}^{\infty }x^{n}{\frac {1}{n!}}{\frac {\mathrm {d} ^{n}}{\mathrm {d} x^{n}}}{\bigg (}\mathrm {e} ^{-x}x^{n}{\bigg )}\mathrm {d} x\\&={\frac {(-1)^{n}}{n!}}{\bigg [}x^{n}{\frac {1}{n!}}{\frac {\mathrm {d} ^{(n-1)}}{\mathrm {d} x^{(n-1)}}}{\bigg (}\mathrm {e} ^{-x}x^{n}{\bigg )}{\bigg ]}_{0}^{\infty }-n{\frac {(-1)^{n}}{n!}}\int _{0}^{\infty }x^{(n-1)}{\frac {1}{n!}}{\frac {\mathrm {d} ^{(n-1)}}{\mathrm {d} x^{(n-1)}}}{\bigg (}\mathrm {e} ^{-x}x^{n}{\bigg )}\mathrm {d} x\end{aligned}}}
Die Stammfunktion wurde mithilfe der Produktregel berechnet und es ergibt sich im Grenzwert {\displaystyle \textstyle \lim _{x\to 0}x^{n}{\frac {1}{n!}}{\frac {\mathrm {d} ^{(n-1)}}{\mathrm {d} x^{(n-1)}}}{\big (}\mathrm {e} ^{-x}x^{n}{\big )}=\sum _{k=0}^{n-1}\lim _{x\to 0}x^{n}{\frac {1}{n!}}{\binom {n}{k}}{\big (}\mathrm {e} ^{-x}{\big )}^{k}{\big (}x^{n}{\big )}^{(n-k)}=0}. Dasselbe Resultat wird im Grenzwert {\displaystyle \textstyle \lim _{x\to \infty }} erhalten. Da dieses Ergebnis für alle {\displaystyle n} partiellen Integrationen gilt, folgt:
{\displaystyle {\begin{aligned}\langle L_{n},L_{n}\rangle &=(-1)^{1}n{\frac {(-1)^{n}}{n!}}\int _{0}^{\infty }x^{(n-1)}{\frac {1}{n!}}{\frac {\mathrm {d} ^{(n-1)}}{\mathrm {d} x^{(n-1)}}}{\bigg (}\mathrm {e} ^{-x}x^{n}{\bigg )}\mathrm {d} x\\&=(-1)^{2}n(n-1){\frac {(-1)^{n}}{n!}}\int _{0}^{\infty }x^{(n-2)}{\frac {1}{n!}}{\frac {\mathrm {d} ^{(n-2)}}{\mathrm {d} x^{(n-2)}}}{\bigg (}\mathrm {e} ^{-x}x^{n}{\bigg )}\mathrm {d} x\\&\;\;\vdots \\&=(-1)^{n}n!{\frac {(-1)^{n}}{n!}}\int _{0}^{\infty }x^{(n-n)}{\frac {1}{n!}}{\frac {\mathrm {d} ^{(n-n)}}{\mathrm {d} x^{(n-n)}}}{\bigg (}\mathrm {e} ^{-x}x^{n}{\bigg )}\mathrm {d} x\\&={\frac {(-1)^{2n}}{n!}}\int _{0}^{\infty }\mathrm {e} ^{-x}x^{n}\mathrm {d} x\\&={\frac {1}{n!}}\int _{0}^{\infty }\mathrm {e} ^{-x}x^{n}\mathrm {d} x\end{aligned}}}
Mittels weiterer {\displaystyle n}-facher partieller Integration oder Integrationstabelle folgt {\displaystyle \textstyle \int _{0}^{\infty }\mathrm {e} ^{-x}x^{n}\mathrm {d} x=n!} und somit:
{\displaystyle \langle L_{n},L_{n}\rangle =1}.
Aus Teil 1 und Teil 2 ergibt sich:
{\displaystyle \langle L_{n},L_{m}\rangle =\int _{0}^{\infty }\mathrm {e} ^{-x}L_{n}(x)L_{m}(x)\mathrm {d} x=\delta _{nm}.}

### Erzeugende Funktion
Eine erzeugende Funktion für das Laguerre-Polynom lautet
{\displaystyle \sum _{n=0}^{\infty }L_{n}(x)\,t^{n}={\frac {1}{1-t}}e^{-{\frac {tx}{1-t}}}}

## Zugeordnete Laguerre-Polynome

Einige zugeordnete Laguerre-Polynome

Die zugeordneten (verallgemeinerten) Laguerre-Polynome hängen mit den gewöhnlichen Laguerre-Polynomen über
{\displaystyle L_{n}^{k}(x)=(-1)^{k}\,{\frac {{\rm {d}}^{k}}{{\rm {d}}x^{k}}}\,L_{n+k}(x)\qquad k=0,1,\dotsc }
zusammen. Ihre Rodrigues-Formel lautet
{\displaystyle L_{n}^{k}(x)={\frac {\mathrm {e} ^{x}\,x^{-k}}{n!}}\,{\frac {{\rm {d}}^{n}}{{\rm {d}}x^{n}}}\,(\mathrm {e} ^{-x}\,x^{n+k}).}
Die zugeordneten Laguerre-Polynome erfüllen die zugeordnete Laguerre-Gleichung
{\displaystyle x\,y''(x)+(k+1-x)\,y'(x)+n\,y(x)=0,\qquad n=0,1,\dotsc }
Die ersten zugeordneten Laguerre-Polynome lauten:
{\displaystyle L_{0}^{k}(x)=1}
{\displaystyle L_{1}^{k}(x)=-x+k+1}
{\displaystyle L_{2}^{k}(x)={\frac {1}{2}}\,\left[x^{2}-2\,(k+2)\,x+(k+1)(k+2)\right]}
{\displaystyle L_{3}^{k}(x)={\frac {1}{6}}\,\left[-x^{3}+3\,(k+3)\,x^{2}-3\,(k+2)\,(k+3)\,x+(k+1)\,(k+2)\,(k+3)\right]}
Zur Berechnung lässt sich die Rekursionsformel
{\displaystyle (n+1)L_{n+1}^{k}(x)=(2n+1+k-x)L_{n}^{k}(x)-(n+k)L_{n-1}^{k}(x)}
verwenden.
Der Sturm-Liouville-Operator lautet
{\displaystyle {\mathcal {L}}=-\mathrm {e} ^{x}{\frac {\mathrm {d} }{\mathrm {d} x}}\left(x^{k+1}\mathrm {e} ^{-x}{\frac {\mathrm {d} }{\mathrm {d} x}}\right)}
und mit der Gewichtsfunktion {\displaystyle \mathrm {e} ^{-x}} gilt:
{\displaystyle \int \limits _{0}^{\infty }\mathrm {e} ^{-x}x^{k}L_{m}^{k}(x)L_{n}^{k}(x)\mathrm {d} x=0\qquad m\neq n}
{\displaystyle \int \limits _{0}^{\infty }\mathrm {e} ^{-x}x^{k}\left(L_{n}^{k}(x)\right)^{2}\mathrm {d} x={\frac {\Gamma (n+k+1)}{n!}}\qquad n=0,1,\dotsc }
Zugeordnete Laguerre-Polynome lassen sich als Wegintegrale ausdrücken:
{\displaystyle L_{n}^{k}(x)={\frac {1}{2\pi i}}\oint \limits _{C}{\frac {\mathrm {e} ^{-{\frac {xt}{1-t}}}}{(1-t)^{k+1}\,t^{n+1}}}\;dt,}
Dabei ist {\displaystyle C} ein Weg, der den Ursprung einmal im Gegenuhrzeigersinn umrundet und die wesentliche Singularität bei 1 nicht einschließt.

## Asymptotische Analysis
- Asymptotische Entwicklungen vom Plancherel-Rotach-Typ

## Wasserstoffatom
Die Laguerre-Polynome haben eine Anwendung in der Quantenmechanik bei der Lösung der Schrödinger-Gleichung für das Wasserstoffatom bzw. im allgemeinen Fall für ein Coulomb-Potential. Mittels der zugeordneten Laguerre-Polynome lässt sich der Radialanteil der Wellenfunktion schreiben als
{\displaystyle R_{nl}(r)=D_{nl}\,\mathrm {e} ^{-\kappa \,r}\,(2\,\kappa \,r)^{l}\,L_{n-l-1}^{2\,l+1}(2\,\kappa \,r)}
(Normierungskonstante {\displaystyle D_{nl}}, charakteristische Länge {\displaystyle \kappa }, Hauptquantenzahl {\displaystyle n}, Bahndrehimpulsquantenzahl {\displaystyle l}). Die zugeordneten Laguerre-Polynome haben hier also eine entscheidende Rolle.
Die normierte Gesamtwellenfunktion ist durch
{\displaystyle \Psi _{n,l,m}(r,\vartheta ,\varphi )={\sqrt {\frac {4\,(n-l-1)!}{(n+l)!\;n\,(na_{0}/Z)^{3}}}}\left[{\frac {2r}{na_{0}/Z}}\right]^{l}\exp {\left\{-{\frac {r}{na_{0}/Z}}\right\}}\;L_{n-l-1}^{2l+1}\left({\frac {2r}{na_{0}/Z}}\right)\;Y_{l,m}(\vartheta ,\varphi )}
gegeben, mit der Hauptquantenzahl {\displaystyle n},
der Bahndrehimpulsquantenzahl {\displaystyle l},
der magnetischen Quantenzahl {\displaystyle m},
dem bohrschen Radius {\displaystyle a_{0}} und
der Kernladungszahl {\displaystyle Z}. Die Funktionen
{\displaystyle L_{n}^{l}(r)} sind die zugeordneten Laguerre-Polynome,
{\displaystyle Y_{l,m}(\vartheta ,\varphi )} die Kugelflächenfunktionen.